# Joe Rickard
Joe Rickard  (n.  1 de julio de 1987, Los Ángeles, Estados Unidos) es un batería estadounidense que ha tocado con varios grupos como The Wedding, Red y Manafest. En 2016 se unió a la banda sueca de melodic death metal In Flames.

## Discografía

### The Wedding
- Polarity (2007)

### Red
- Innocence & Instinct (2009)
- Until We Have Faces (2011)
- Release the Panic (2013)

### In Flames
- Battles (2016)